# Oostelijke gele kwikstaart
De Oostelijke gele kwikstaart (Motacilla tschutschensis) is een zangvogel uit de familie Piepers en kwikstaarten.

## Verspreiding en leefgebied
Deze soort komt voor in oostelijk Rusland, noordoostelijk China en Alaska en telt 4 ondersoorten:
- Motacilla tschutschensis tschutschensis: oostelijk Kazachstan en noordwestelijk China tot noordoostelijk Siberië en het noordwesten van Noord-Amerika.
- Motacilla tschutschensis angarensis: zuidelijk Siberië en noordelijk Mongolië.
- Motacilla tschutschensis macronyx: zuidelijk Centraal-Siberië, noordoostelijk Mongolië en noordoostelijk China.
- Motacilla tschutschensis taivana: zuidoostelijk Siberië, Sachalin en noordelijk Japan.